# Jørgen Buhl Rasmussen
Jørgen Buhl Rasmussen (født 18. august 1955) er en dansk erhvervsmand.
Han har en HA fra Handelshøjskolen i København.
Han var marketing manager hos Master Foods, siden otte år hos Duracell. Herefter blev han adm. direktør for Gillette i Nordeuropa. Fra 2006 ansat i Carlsberg som først vicedirektør og fra 1. oktober 2007 adm. direktør. I 2015 forlod han Carlsberg og erstattedes som adm. direktør af Cees 't Hart. Siden har han fokuseret på bestyrelsesarbejde og sidder bl.a. i bestyrelsen for Novozymes, IFC Europe, F. Uhrenholt (formand) samt Axcel Advisory Board.